# NGC 1760
NGC 1760 је емисиона маглина у сазвежђу Златна риба која се налази на NGC листи објеката дубоког неба.
Деклинација објекта је - 66° 31' 24" а ректасцензија 4h 56m 36,0s. Привидна величина (магнитуда) објекта NGC 1760 износи 13,1. NGC 1760 је још познат и под ознакама ESO 85-EN19.